# Nadine Audin
Pour les articles homonymes, voir Audin.
Nadine Audin, née le 3 avril 1958 à Montceau-les-Mines, est une gymnaste artistique française.

## Carrière
Elle est championne de France en saut de cheval et aux barres asymétriques en 1973, et en 1974, elle remporte la finale nationale du concours général, de la poutre, du saut de cheval et des barres asymétriques. Aux championnats de France 1977, elle remporte le concours général et la finale du saut de cheval ; aux championnats de France 1978, elle remporte la finale du saut de cheval
Elle dispute les épreuves de gymnastique aux Jeux olympiques d'été de 1972 (avec une 15e place par équipes). Elle fait aussi partie de la délégation française participant aux épreuves de gymnastique aux Jeux olympiques d'été de 1976, avec sa sœur Martine Audin.
Elle arrête sa carrière en 1978 et devient entraîneur puis directrice technique à l'Indépendante féminine montcellienne.

## Famille
Elle est la mère de la tumbleuse Claire Bredillet et la femme de Patrick Bredillet, joueur de rugby à XV. Elle est aussi la sœur de la gymnaste artistique Martine Audin. Ses parents Roger et Jacqueline Audin ont aussi pratiqué la gymnastique au niveau international.